# Distretto di Nola
Il distretto di Nola fu una delle suddivisioni amministrative del Regno di Napoli in seguito Regno delle Due Sicilie, subordinate alla   provincia di Terra di Lavoro.

## Istituzione e soppressione
La suddivisione in distretti delle province del Regno di Napoli fu attuata con la legge 132 del 1806 Sulla divisione ed amministrazione delle province del Regno, varata l'8 agosto di quell'anno da Giuseppe Bonaparte. I territori che saranno parte del distretto di Nola furono, allora, inclusi nel distretto di Santa Maria. Tra il 1810 e il 1811, però, a tale distretto, il cui capoluogo, nel frattempo, era stato spostato a Capua, fu apportata una serie di variazioni territoriali che ne ridussero sensibilmente l'estensione. Con l'intervento legislativo dell'8 giugno 1810, infatti, fu istituito il distretto di Nola, all'interno del quale venivano inclusi tutta l'area del nolano e l'acerrano. Nel 1811, invece, venne istituito il distretto di Piedimonte d'Alife, nel quale andava a ricadere tutta l'area nord-orientale del distretto di Capua ed i circondari di Venafro e Colli distaccati dal distretto di Sora.
Con l'occupazione garibaldina e l'annessione al Regno di Sardegna del 1860 il distretto fu soppresso.

## Suddivisione in circondari
Il distretto era suddiviso in successivi livelli amministrativi gerarchicamente dipendenti dal precedente. Al livello immediatamente successivo, infatti, individuiamo i circondari, che, a loro volta, erano costituiti dai comuni, l'unità di base della struttura politico-amministrativa dello Stato moderno. A questi ultimi potevano far capo i casali, centri a carattere prevalentemente rurale. I circondari del distretto di Nola ammontavano a nove ed erano i seguenti:
- Circondario di Nola: Nola, Casamarciano, Cimitile
- Circondario di Cicciano: Cicciano, Camposano (con il villaggio di Faibano), Comiziano, Roccarainola (con il villaggio di Gargani) e Tufino (con il villaggio di Risigliano);
- Circondario di Bajano: Bajano, Avella, Mugnano, Quadrelle, Sirignano e Sperone
- Circondario di Lauro: Lauro, Domicella, Marzano, Migliano (con il villaggio di Pignano), Moschiano, Quindici, Pago (con i villaggi di Pernosano e Sopravia), Taurano e Visciano
- Circondario di Palma: Palma (con i villaggi di Castello, San Gennaro e Vico), Carbonara e Striano;
- Circondario di Saviano: Saviano, Liveri, San Paolo, Sant'Eramo e Sirico (questi ultimi due sono parte del comune di Saviano dal 1867);
- Circondario di Marigliano: Marigliano (con i villaggi di Casaferro, Faibano e Lausdomini,Santo Nicola[3]), Brusciano, Cisterna, Mariglianella, San Vitaliano (con il villaggio di Frascatoli) e Scisciano
- Circondario di Acerra: Acerra[4]
- Circondario di Arienzo: Arienzo, San Felice, Santa Maria a Vico